# 52e cérémonie des British Academy Film Awards
Pour la cérémonie des BAFTAs récompensant la télévision, voir la 46e cérémonie des British Academy Television Awards.
La 52e cérémonie des British Academy Film Awards, organisée par la British Academy of Film and Television Arts, s'est déroulée le 11 avril 1999 et a récompensé les films sortis en 1998.

## Palmarès

### Meilleur film
- Shakespeare in Love
  - The Truman Show
  - Elizabeth
  - Il faut sauver le soldat Ryan (Saving Private Ryan)

### Meilleur film britannique
Alexander Korda Award.
- Elizabeth
  - Pile et face (Sliding Doors)
  - Little Voice
  - Hilary et Jackie (Hilary and Jackie)
  - Arnaques, Crimes et Botanique  (Lock, Stock and Two Smoking Barrels)
  - My Name Is Joe

### Meilleur réalisateur
David Lean Award.
- Peter Weir pour The Truman Show
  - Steven Spielberg pour Il faut sauver le soldat Ryan (Saving Private Ryan)
  - Shekhar Kapur pour Elizabeth
  - John Madden pour Shakespeare in Love

### Meilleur acteur
- Roberto Benigni pour le rôle de Guido Orefice dans La vie est belle (La vita è bella)
  - Michael Caine pour le rôle de Ray Say dans Little Voice
  - Joseph Fiennes pour le rôle de William Shakespeare dans Shakespeare in Love
  - Tom Hanks pour le rôle du capitaine John H. Miller dans Il faut sauver le soldat Ryan (Saving Private Ryan)

### Meilleure actrice
- Cate Blanchett pour le rôle de la reine Élisabeth Ire dans Elizabeth
  - Jane Horrocks pour le rôle de Laura Hoff dans Little Voice
  - Emily Watson pour le rôle de Jackie dans Hilary et Jackie (Hilary and Jackie)
  - Gwyneth Paltrow pour le rôle de Viola De Lesseps dans Shakespeare in Love

### Meilleur acteur dans un second rôle
- Geoffrey Rush pour le rôle de Philip Henslowe dans Shakespeare in Love
  - Tom Wilkinson pour le rôle d'Hugh Fennyman dans Shakespeare in Love
  - Ed Harris pour le rôle de Christof dans The Truman Show
  - Geoffrey Rush pour le rôle de Sir Francis Walsingham dans Elizabeth

### Meilleure actrice dans un second rôle
- Judi Dench pour le rôle de la reine Élisabeth Ire dans Shakespeare in Love
  - Kathy Bates pour le rôle du conseiller Libby Holden dans Primary Colors
  - Brenda Blethyn pour le rôle de Mari Hoff dans Little Voice
  - Lynn Redgrave pour le rôle d'Hanna dans Ni dieux ni démons (Gods and Monsters)

### Meilleur scénario original
- The Truman Show – Andrew Niccol
  - Shakespeare in Love – Marc Norman et Tom Stoppard
  - Elizabeth – Michael Hirst
  - La vie est belle (La vita è bella) – Vincenzo Cerami et Roberto Benigni

### Meilleur scénario adapté
- Primary Colors – Elaine May
  - Little Voice – Mark Herman
  - Des hommes d'influence (Wag the Dog) – Hilary Henkin et David Mamet
  - Hilary et Jackie (Hilary and Jackie) – Frank Cottrell Boyce

### Meilleure direction artistique
- The Truman Show – Dennis Gassner
  - Il faut sauver le soldat Ryan (Saving Private Ryan) – Tom Sanders
  - Shakespeare in Love – Martin Childs
  - Elizabeth – John Myhre

### Meilleurs costumes
- Velvet Goldmine
  - Le Masque de Zorro (The Mask of Zorro)
  - Shakespeare in Love
  - Elizabeth

### Meilleurs maquillages et coiffures
- Elizabeth – Jenny Shircore
  - Il faut sauver le soldat Ryan (Saving Private Ryan)
  - Shakespeare in Love
  - Velvet Goldmine

### Meilleure photographie
- Elizabeth – Remi Adefarasin
  - Shakespeare in Love – Richard Greatrex
  - The Truman Show – Peter Biziou
  - Il faut sauver le soldat Ryan (Saving Private Ryan) – Janusz Kaminski

### Meilleur montage
- Shakespeare in Love – David Gamble
  - Il faut sauver le soldat Ryan (Saving Private Ryan) – Michael Kahn
  - Elizabeth – Jill Bilcock
  - Arnaques, Crimes et Botanique (Lock, Stock and Two Smoking Barrels) – Niven Howie (de)

### Meilleurs effets visuels
- Il faut sauver le soldat Ryan (Saving Private Ryan)
  - Babe 2, le cochon dans la ville (Babe 2: Pig in the City)
  - The Truman Show
  - Fourmiz (Antz)

### Meilleur son
- Il faut sauver le soldat Ryan (Saving Private Ryan)
  - Hilary et Jackie (Hilary and Jackie)
  - Shakespeare in Love
  - Little Voice

### Meilleure musique de film
Anthony Asquith Award.
- Elizabeth – David Hirschfelder
  - Shakespeare in Love – Stephen Warbeck
  - Il faut sauver le soldat Ryan (Saving Private Ryan) – John Williams
  - Hilary et Jackie (Hilary and Jackie) – Barrington Pheloung

### Meilleur long métrage pour enfants
- Paulie, le perroquet qui parlait trop (Paulie) – Mark Gordon, Gary Levinsohn, John Roberts et Allison Lyon Segan[1],[2]

### Meilleur film en langue étrangère
- Central do Brasil •  France/ Brésil
  - La vie est belle (La vita è bella) •  Italie
  - En chair et en os (Carne trémula) •  France/ Espagne
  - Le Bossu •  France

### Meilleur court-métrage
- Home – Morag McKinnon, Hannah Lewis et Colin McLaren
  - Anthrakitis – Sara Sugarman, Natasha Dack
  - Eight – Stephen Daldry, Tim Clague et Jon Finn
  - In Memory of Dorothy Bennett – Martin Radich, Catherine McArthur

### Meilleur court-métrage d'animation
- The Canterbury Tales – Aida Zyablikova, Renat Zinnurov, Ashley Potter, Dave Antrobus, Claire Jennings, Mic Graves, Joanna Quinn, Les Mills, Jonathan Myerson
  - Humdrum – Peter Peake, Carla Shelley et Michael Rose
  - 1001 Nights – Mike Smith, Yukio Sonoyama
  - Gogwana – Helen Nabarro, Deiniol Morris, Sion Jones, Michael Mort et Joe Turner

### Meilleur nouveau scénariste, réalisateur ou producteur britannique
Carl Foreman Award.
- Richard Kwietniowski – Amour et mort à Long Island (Love and Death on Long Island)
  - Sandra Goldbacher – The Governess
  - Shane Meadows – 24 heures sur 24
  - Matthew Vaughn – Arnaques, Crimes et Botanique (Lock, Stock and Two Smoking Barrels)

### Meilleure contribution au cinéma britannique
Michael Balcon Award.
- Michael Kuhn

### Audience Award
Ou Orange Film of the Year. Résulte d'un vote du public.
- Arnaques, Crimes et Botanique (Lock, Stock and Two Smoking Barrels)

### Fellowship Award
Prix d'honneur de la BAFTA, récompense la réussite dans les différentes formes du cinéma.
- Eric Morecambe
- Ernie Wise
- Elizabeth Taylor

## Récompenses et nominations multiples

### Nominations multiples
Films
 15  : Shakespeare in Love
 12  : Elizabeth
 10  : Il faut sauver le soldat Ryan
 7  : The Truman Show
 6  : Little Voice
 5  : Hilary et Jackie
 3  : Arnaques, Crimes et Botanique, La vie est belle
 2  : Primary Colors, Velvet Goldmine
Personnalités
 2  : Geoffrey Rush, Sandy Powell

### Récompenses multiples
Légende : Nombre de récompenses/Nombre de nominations
Films
 4 / 12  : Elizabeth
 4 / 15  : Shakespeare in Love
 3 / 7  : The Truman Show
 3 / 10  : Il faut sauver le soldat Ryan

### Les grands perdants
0 / 6  : Little Voice
 0 / 5  : Hilary et Jackie